# Тремадокский ярус
| система                                                                          | отдел           | ярус         | Ниж. граница, млн лет |
| -------------------------------------------------------------------------------- | --------------- | ------------ | --------------------- |
| Силур                                                                            | Лландоверийский | Рудданский   | 443,1 ±0,9            |
| Ордовик                                                                          | Верхний         | Хирнантский  | 445,2 ±0,9            |
| Ордовик                                                                          | Верхний         | Катийский    | 452,8 ±0,7            |
| Ордовик                                                                          | Верхний         | Сандбийский  | 458,2 ±0,7            |
| Ордовик                                                                          | Средний         | Дарривилский | 469,4 ±0,9            |
| Ордовик                                                                          | Средний         | Дапинский    | 471,3 ±1,4            |
| Ордовик                                                                          | Нижний          | Флоский      | 477,1 ±1,2            |
| Ордовик                                                                          | Нижний          | Тремадокский | 486,85 ±1,5           |
| Кембрий                                                                          | Фуронгский      | Ярус 10      | больше                |
| Деление и золотые гвозди в соответствии с IUGS по состоянию на декабрь 2024 года |                 |              |                       |

Тремадокский ярус (тремадок) (англ. Tremadocian Stage) — первый (нижний) ярус ордовикской системы в Международной (МСШ) и Общей (ОСШ) стратиграфических шкалах. К этому ярусу относятся породы, образовавшиеся в течение тремадокского века, который продолжался от 486,85 ±1,5 до 477,1 ±1,2 млн лет назад (всего около 10 млн лет). В МСШ располагается над ярусом 10 фуронгского отдела кембрийской системы, в ОСШ — над батырбайским ярусом верхнего кембрия. В обеих шкалах перекрывается флоским ярусом нижнего ордовика.
| Тремадокский ярус в ОСШ (Россия) |         |              |
| система                          | отдел   | ярус / век   |
| Ордовик                          | Нижний  | Флоский      |
| Ордовик                          | Нижний  | Тремадокский |
| Кембрий                          | Верхний | Батырбайский |

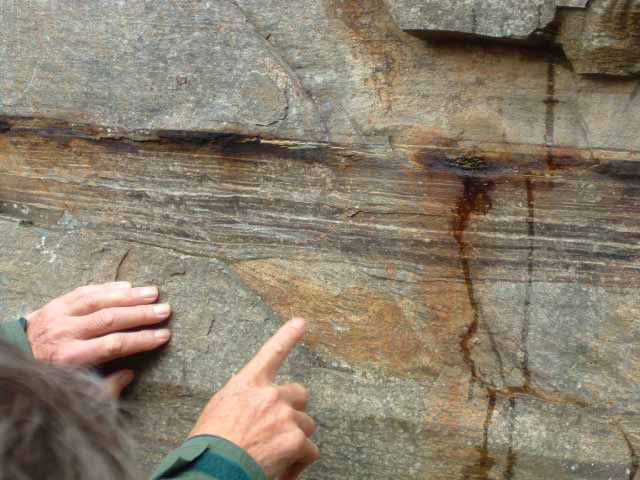
Порода группы группа Скиддоу ордовикского (тремадокского) возраста, карьер Скоугилл-Бридж в Камбрии, Англия, Великобритания

Среди важных окаменелостей тремадокского яруса — трилобиты родов Euloma, Niobe и граптолиты (Dictyonema, роды семейства Anisograptidae). На территории бывшего СССР породы этого яруса присутствуют на северо-западе Восточно-Европейской платформы, на Южном Урале, в Казахстане, на Сибирской платформе, а также в центральной части Западной Сибири.

## История и наименование
Установлен в 1847 году английским геологом Адамом Седжвиком в Уэльсе (Великобритания, в селении Тремадог (англ. Tremadoс). Там представлен тёмными сланцами. Международная рабочая группа по кембрийско-ордовикской границе и Международная подкомиссия по ордовикской стратиграфии выбрали глобальный стратотип (GSSP) тремадокского яруса и, соответственно, всей ордовикской системы на острове Ньюфаундленд, Канада, в 1999 году. В январе 2000 года Международный союз геологических наук утвердил GSSP. Среди палеозойских систем ордовикская стала последней, для которой был определён стратотип нижней границы. Тремадок — единственный из ранее выделявшихся ярусов ордовика, который перенесли в новую версию шкалы в 2013 году.

## Глобальный стратотип
Глобальный стратотип (GSSP) тремадокского яруса и всей ордовикской системы — разрез Грин-Пойнт (англ. Green Point — «зелёная точка»), 49°40′58″ с. ш. 57°57′55″ з. д., в национальном парке Грос-Морн на западе острова Ньюфаундленд. Нижняя граница определяется по первому появлению конодонта Iapetognathus fluctivagus. Этот горизонт расположен на высоте 101,8 м от основания разреза, в пласте № 23. Граница находится в охвате Broom Point Member, в формации Грин-Пойнт, группа Кау-Хед (англ. Cow Head — «голова коровы»). Первые планктонные граптолиты появляются в 4,8 м над первыми Iapetognathus fluctivagus в разрезе Грин-Пойнт.
Верхняя граница тремадока (основание флоского яруса) определяется по уровню первого появления граптолита Tetragraptus approximatus в глобальном стратотипе в разрезе Диабазброттет в провинции Вестергётланд, Швеция.
В 2015 году разрез Лоусон-Коув (англ. Lawson Cove) в округе Миллард, штат Юта, был предложен в качестве кандидата во вспомогательный стратотипический разрез и точку (англ. ASSP, Auxiliary boundary Stratotype Section and Point) тремадокского яруса и всей ордовикской системы. Помимо уровня первого появления I. fluctivagus в соседнем разрезе также представлены окаменелости трилобита Jujuyaspis из семейства Olenidae и планктонного граптолита Anisograptus matanensis. В 2017 году международный коллектив предложил разрез Сяоянцяо (англ. Xiaoyangqiao) возле деревни Даянча (англ. Dayangcha), Северный Китай, в качестве второго ASSP для основания тремадока/нижнего ордовика. Первых планктонных граптолитов можно обнаружить в данном разрезе прямо под конодонтовой зоной Cordylodus lindstromi. Оба ASSP получили одобрение посредством большинства голосов в Подкомиссии по ордовикской стратиграфии в 2016 и 2019 гг соответственно. Однако в 2021 году Международный союз геологических наук предложил отказаться от использования чётко определённых точек в пользу вспомогательных стандартных стратотипов границ (англ. Standard Auxiliary Boundary Stratotype, SABS) для «более гибкой» корреляции с глобальными стратотипами.

## Региональные аналоги
В Северной Америке первым ярусом ордовика является гасконадский ярус. В Балтийском регионе тремадоку соответствуют пакерортский ярус и следующий над ним ярус Varangu.

## Основные события тремадокского века
Рубежу кембрия и тремадока соответствует кембрийско-ордовикское вымирание. Биоразнообразие кембрия в целом сохранилось. В начале тремадокского века, около 485,4 миллионов лет назад, находившееся на низком уровне биоразнообразие вступило в фазу продолжительного роста, известную как великая ордовикская биодиверсификация.
На рубеже фуронгской эпохи и тремадока на территории северозападной Гондваны (нынешний Иберийский полуостров) происходила активность мантийного плюма. Магматическое событие Олло-де-Сапо продолжилось дальше в ордовике.
В тремадокском веке прослеживается несколько глобальных событий: регрессивное событие Ацерокаре, трансгрессивное событие Блэк Маунтин (оба в раннем тремадоке), регрессивное событие Пельтокаре, регрессивное событие Келли Крик и регрессивное событие Цератопиге (последние два — в позднем тремадоке). Литологические признаки события Блэк Маунтин наблюдаются в Австралии и Горном Алтае, Россия. Событие Цератопиге фиксируется в Балтике в конце зоны Apatokephalus serratus. Над исчезновением фауны Ceratopyge отложения представлены в более истощённом виде в связи с понизившимся уровнем моря в позднем тремадоке.
В тремадоке произошло вымирание, известное как среднетремадокское или Base Stairsian Mass Extinction Event, частично затронувшее балтийских конодонтов. Причиной этого вымирания могло стать снижение кислорода в океанских водах.

## Жизнь в тремадокском веке
В тремадоке впервые появляются планктонные граптолиты, являющиеся важными руководящими ископаемыми. Тремадокские головоногие несильно отличались от своих кембрийских предшественников. Находки родов Ellesmeroceras и, возможно, Bassleroceras из формации Санта-Розита (англ. Santa Rosita Formation) на северо-западе Аргентины указывают на то, что головоногие впервые мигрировали в воды у западной Гондваны в раннем тремадоке. В среднем тремадоке головоногие стали разнообразнее и заняли новые экологические ниши. В тремадокском веке происходил обмен фауной между Авалонией и Гондваной через древний океан Реикум, о чём свидетельствуют находки морфологически схожих трилобитов рода Platypeltoides в Бельгии, Уэльсе (входили в состав Авалонии) и Марокко (Гондвана).